# Minerva Park (Ohio)
Minerva Park es una villa ubicada en el condado de Franklin en el estado estadounidense de Ohio. En el Censo de 2010 tenía una población de 1272 habitantes y una densidad poblacional de 949,95 personas por km².

## Geografía
Minerva Park se encuentra ubicada en las coordenadas 40°4′45″N 82°56′42″O / 40.07917, -82.94500. Según la Oficina del Censo de los Estados Unidos, Minerva Park tiene una superficie total de 1.34 km², de la cual 1.31 km² corresponden a tierra firme y (2.13%) 0.03 km² es agua.

## Demografía
Según el censo de 2010, había 1272 personas residiendo en Minerva Park. La densidad de población era de 949,95 hab./km². De los 1272 habitantes, Minerva Park estaba compuesto por el 88.52% blancos, el 6.05% eran afroamericanos, el 0.31% eran amerindios, el 1.73% eran asiáticos, el 0.08% eran isleños del Pacífico, el 0.31% eran de otras razas y el 2.99% pertenecían a dos o más razas. Del total de la población el 3.22% eran hispanos o latinos de cualquier raza.